# Гюмюшпала (квартал на Истанбул)
„Гюмюшпала“ (на турски: Gümüşpala) е квартал на Истанбул, разположен в околия Авджълар. Общата му площ е 1,1 км2. Според данни на Адресната система за регистриране на населението (ABPRS) към 2023 г. населението на „Гюмюшпала“ е 36 638 жители.